# Chinese Taipei Open 2007
Die Chinese Taipei Open 2007 im Badminton fanden in Neu-Taipeh vom 18. bis 23. September 2007 statt.

## Austragungsort
- Xinzhuang Gymnasium, Xinzhuang

## Finalergebnisse
| Disziplin    | Sieger                        | Finalist                            | Ergebnis            |
| ------------ | ----------------------------- | ----------------------------------- | ------------------- |
| Herreneinzel | Sony Dwi Kuncoro              | Taufik Hidayat                      | 18–21, 21–6, 21–13  |
| Dameneinzel  | Wang Chen                     | Pi Hongyan                          | 21–18, 14–21, 26–24 |
| Herrendoppel | Markis Kido Hendra Setiawan   | Lars Paaske Jonas Rasmussen         | 21–17, 21–12        |
| Damendoppel  | Chien Yu-chin Cheng Wen-hsing | Liliyana Natsir Vita Marissa        | 21–15, 17–21, 21–18 |
| Mixed        | Flandy Limpele Vita Marissa   | Thomas Laybourn Kamilla Rytter Juhl | 21–18, 25–23        |